# Institut de sciences mathématiques et économiques appliquées
Pour les articles homonymes, voir ISMEA.
L'Institut de sciences mathématiques et économiques appliquées (ISMEA), à sa création Institut de science économique appliquée ou ISEA, a été fondé en 1944 par le Professeur François Perroux, dans le cadre de la loi de 1901 sur les associations privées. Il l'a dirigé jusqu'en 1982.
L'ISMEA a été l'instrument de travail de François Perroux. Dès 1945, il a travaillé pour le ministère des Finances, qui l'avait chargé d'étudier, essentiellement en Angleterre, comment utiliser en France les résultats des travaux anglo-saxons en matière de comptabilité nationale. À cette époque, il avait rassemblé au sein de l'ISMEA quelques-uns des très grands économistes français, comme Maurice Byé, Émile James, Jan Marezewski, Jean Weiller, etc. L'ISMEA recevait une grande partie des économistes étrangers passant à Paris.  
Quand F. Perroux est élu professeur au Collège de France (1955), l'ISMEA en devient un laboratoire propre.  Quand il prend sa retraite (1976), l'ISMEA est rattaché à l'École normale supérieure pour deux années (1977-1978), puis à l’université Paris 1 (1979), par laquelle transitent désormais les crédits accordés à l'ISMEA par le ministère de l'Éducation nationale.  De 1979 à 1990, l'ISMEA reçoit du CNRS des crédits de recherche (supprimés en 1990, quand les aides aux associations privées sont supprimées), l'ISMEA ne reçoit plus qu'une subvention de 10 000 F par an à la revue Économie appliquée).
En 1982, François Perroux demande à Gérard de Bernis d'assurer la direction de l'ISMEA.  En 1992, aux termes de l'accord entre l'ISMEA et l’université Paris-Est Marne-la-Vallée, l'ISMEA, reconnu comme unité constitutive de l'UMLV, met sa bibliothèque à la disposition de l’UMLV. Depuis cette date, les crédits du ministère de l’Éducation nationale à l'ISMEA transitent par l’ULMV.
Évidemment, G. de Bernis n'étant pas F. Perroux, les méthodes de travail de l'ISMEA ont profondément évolué depuis 1982.  D'un ISMEA, jusque-là moyen de travail personnel d'un économiste irremplaçable par sa créativité théorique, son dynamisme et sa réputation mondiale, il fallait faire un instrument de travail collectif, utiliser les méthodes d'analyse dont il avait prouvé l'efficacité (d'abord, l'observation attentive des faits que la théorie a pour objet d'expliquer), approfondir, développer, faire évoluer les concepts qu'il avait forgés, produire ceux qui sont aujourd'hui nécessaires pour expliquer les transformations structurelles de l'économie mondiale, dont on connaît l'ampleur depuis l'abandon des principes de Bretton Woods, et, en particulier, la « crise de la dette » du Tiers monde de 1982.
La méthode de travail fait une large place au débat : séminaires et colloques. La complexité sans cesse croissante des phénomènes économiques implique le débat et la confrontation des points de vue. À côté des revues, souvent prolongées par les collections de « travaux de l'ISMEA » ou de « documents de travail » (ronéotés, remis à ceux qui les demandent), l'ISMEA a été un lieu de séminaires et de colloques.
Les « séminaires » ont pris aussi bien la forme de réunions mensuelles des mêmes collègues (25 à 30) à partir d'un texte distribué d'une séance sur l'autre, que de réunions mensuelles ouvertes à ceux qui le souhaitaient, ou de réunions apériodiques, à l'initiative de l'ISMEA, seul ou en coopération avec d'autres institutions de recherche, à l'occasion d'un événement comme le centenaire du grand économiste indien P.C. Mahalanobis (journée à l’UMLV, en coopération avec la Maison des Sciences de l’Homme), le passage à Paris de tel ou tel collègue étranger (une journée à l'occasion de la publication dans la « Bibliothèque de l'ISMEA » de l'ouvrage de J. Kornaï, un séminaire du professeur Iglesias, président de la Banque interaméricaine de développement, un séminaire du professeur V. Kouznetsov, etc.), ou la sortie d'un numéro spécial, particulièrement significatif, de telle ou telle des revues de l'ISMEA. 
En outre, dans l’optique d’une refondation scientifique, l’ISMEA a organisé un symposium à Valence : première étape d'organisation d'une vague mensuelle de séminaires. Enfin, l'ISMEA a organisé le centenaire de la naissance de François Perroux et les 60 ans de l'institut, au conseil économique et social, en janvier 2005. Ces rencontres peuvent être internationales, épisodiques (selon l'occasion) ou régulières ; parmi celles-ci, les Journées franco-belges, annuelles, en alternance à Paris et Bruxelles, animées par tel ou tel collègue de l'ISMEA et/ou de CECOEDUC, ou, tous les trois ans, les Conférences franco-japonaises d'économie, alternativement à Tokyo et en France (ISMEA et/ou Société franco-japonaise d'économie).

## Les réseaux de recherche internationaux
En 1997, l'ISMEA a pris un nouveau tournant pour renforcer ses coopérations dans le domaine de la recherche avec des équipes européennes ou d'autres continents ; cette décision se traduit par la mise en place de deux réseaux consacrés à l'économie internationale du développement : chacun d'eux regroupe, aux côtés de l'ISMEA, des équipes européennes (ISE, Lisbonne : A. Romao ; université de Faro : L. Medeira), deux italiennes (Centro Studi Sud e Nord : Antonio Rao ; université de Padoue : Leonardo Asta), et une équipe espagnole (Centro de Estudis de Planificaçao, Barcelone : A. Kinder, J. Bricall ; auxquelles s'ajoutent :